# Ain't Too Proud to Beg
Singles de The Temptations
Get Ready
(1966) Beauty Is Only Skin Deep
(1966)
Ain't Too Proud to Beg est une chanson écrite et composée par Norman Whitfield et Eddie Holland pour le groupe The Temptations. Sortie en 45 tours en mai 1966, elle se classe no 13 des ventes aux États-Unis et atteint la première place du classement R&B. Ce succès, couplé au relatif échec du précédent single du groupe, permet à Whitfield de remplacer Smokey Robinson comme producteur attitré des Temptations.
Le titre a inspiré le nom de la comédie musicale Ain't Too Proud inspirée par la vie et les chansons des Temptations.

## Reprises
- J. J. Jackson sur l'album But It's Alright (1967)
- The Rolling Stones sur l'album It's Only Rock 'n Roll (1974) – no 17 aux États-Unis
- Half Japanese sur l'album 1/2 Gentlemen/Not Beasts (1980)
- Rick Astley sur l'album Hold Me in Your Arms (1988)
- The California Raisins sur l'album Meet the Raisins! (1988)
- Ben Harper sur l'album-hommage collectif Standing in the Shadows of Motown (2002)
- Phil Collins dans les titres bonus de l'album Going Back (2010)